# 特倫霍姆角
特倫霍姆角（英語：Trenholm Point）是南極洲的海岬，位於瑪麗伯德地，處於埃爾德雷德角西北面15公里，美國地質調查局根據測量和美國海軍拍攝的空中照片繪入地圖，現時由南極條約體系管理。